# Гангток (округ)
Гангток, бывший Восточный Сикким — округ индийского штата Сикким. Он был переименован в 2021 году в результате административной реорганизации штата, в результате которой три подразделения округа Восточный Сикким были выделены в отдельный округ Пакйонг. Расположен на юго-востоке штата, на границе Индии с КНР и Бутаном. Административный центр — город Гангток, который также является столицей штата.
Округ Гангток входил в Сикким в течение большей части его истории. В XIX веке территория округа была захвачена Бутаном, но в результате англо-бутанской войны фактически перешла под контроль британских войск. При провозглашении независимости Индии (1947) Восточный Сикким вошёл в королевство Сикким под протекторатом Индии. Во время китайско-индийской войны 1962 года высокогорный перевал Натула стал местом нескольких вооружённых столкновений между индийскими и китайскими войсками. С 1975 года Восточный Сикким в составе Сиккима вошёл в Индийский Союз.